# Вулфорд (Северна Дакота)
Вулфорд (енгл. Wolford) град је у америчкој савезној држави Северна Дакота.

## Демографија
По попису из 2010. године број становника је 36, што је 14 (-28,0%) становника мање него 2000. године.
| Група             | 2000.       | 2010.       |
| Белци             | 50 (100,0%) | 36 (100,0%) |
| Афроамериканци    | 0 (0,0%)    | 0 (0,0%)    |
| Азијати           | 0 (0,0%)    | 0 (0,0%)    |
| Хиспаноамериканци | 0 (0,0%)    | 0 (0,0%)    |
| Укупно            | 50          | 36          |